# معارة الأرتيق
معارة الأرتيق قرية في منطقة جبل سمعان في محافظة حلب في سوريا. تقع على الأطراف الشمالية الغربية لمدينة حلب.